# Vardanank
 (mai 2019).
Si vous disposez d'ouvrages ou d'articles de référence ou si vous connaissez des sites web de qualité traitant du thème abordé ici, merci de compléter l'article en donnant les références utiles à sa vérifiabilité et en les liant à la section « Notes et références ».
Vardanank (ou Vartananq ; en arménien : Վարդանանք) est un roman historique arménien de Dérenik Demirdjian.
Ce récit parle de la bataille d'Avarayr (449-451) pour l'indépendance religieuse des Arméniens. En effet, les Arméniens sont chrétiens sous l'empire Sassanide, alors que celui-ci est zoroastriste.

## Personnages
- Vardan II Mamikonian : dirigeant de l'Arménie
- Vasak de Siounie : gouverneur régional de l'Arménie
- Yazdgard II : roi sassanide d'Iran
- Yéghichê
- Eznik de Kolb
- Moïse de Khorène